# Светско првенство у хокеју на леду 2018 — Дивизија III
Светско првенство дивизије III у хокеју на леду за 2018. у организацији Међународне хокејашке федерације одржано је по 17. пут у овом облику у периоду од 16. до 22. априла 2018, као четврто по рангу квалитетно такмичење националних селекција за титулу хокејашког светског првака. На првенству учествује 6 екипа које се такмиче по лигашком систему.
Домаћин главног трунира треће дивизије је Јужна Африка и град Кејптаун, док се квалификациони турнир за попуну треће дивизије за наредну сезону играо у Сарајеву, главном граду Босне и Херцеговине. У квалификацијама су дебитовале репрезентације Кувајта и Туркменистана којима су то уједно били и дебитантски наступи на такмичењима под окриљем ИИХФ-а.

## Учесници
На првенству учествује укупно 10 националних селекција, 6 на главном турниру и још 4 на квалификационом турниру, од којих је 4 из Европе, 5 из Азије и једна из Африке.
Новајлије на првенству у 2018. су селекције Турске која је 2017. испала из друге дивизије, те селекције Босне и Херцеговине, Кувајта и Туркменистана које ће учестовати у квалификацијама.
| Репрезентација | Резултат у 2017. години         |
| -------------- | ------------------------------- |
| Турска         | 6. место у Дивизији II, група Б |
| Бугарска       | 2. место у Дивизији III         |
| Грузија        | 3. место у Дивизији III         |
| Хонгконг       | 4. место у Дивизији III         |
| Јужна Африка   | 5. место у Дивизији III         |
| Кинески Тајпеј | 6. место у Дивизији III         |

| Репрезентација      | Резултат у 2017. години |
| ------------------- | ----------------------- |
| УАЕ                 | 7. место у Дивизији III |
| Босна и Херцеговина | 8. место у Дивизији III |
| Кувајт              | дебитант                |
| Туркменистан        | дебитант                |

## Домаћини турнира
Одлуке о домаћину турнира треће дивизије за 2018. донесене су на састанку Извршног одбора ИИХФ-а у Келну 19. маја 2017. године. Кандидатуре за организацију главног турнира поред Кејп Тауна су поднели и Софија, Истанбул и Тајпеј, док је квалификациони турнир првобитно требало да се игра у Абу Дабију.
| Главни турнир | Светско првенство треће дивизије | Квалификације                          |
| Кејптаун      | КејптаунСарајево                 | Сарајево                               |
| Капацитет: —  | КејптаунСарајево                 | Ледена дворана Зетра Капацитет: 12.000 |
|               | КејптаунСарајево                 |                                        |

## Турнир треће дивизије
Турнир треће дивизије на светском шампионату 2018. играо се од 16. до 22. априла у Кејптауну у Јужноафричкој Републици, а све утакмице игране су на леду ледене дворане The Ice Station. Као и ранијих година и овај пут се турнир одржавао по једнокружном лигашком бод систему свако са сваким у пет кола. Најбоље рангирана селекција обезбедиће пласман у виши ранг такмичења за наредну годину, односно у групу Б друге дивизије, док последњепласирани тим губи право наступа у трећој дивизији и наредне године играт ће квалификације за исту.
У односу на претходну годину новајлија у овом рангу такмичења је селекције Турске која је годину дана раније испала из групе Б друге дивизије.
Прво место и пласман у виши ранг такмичења за наредну годину по први пут је остварила селекција Грузије , док је последњепласирана била селекција Хонгконга без освојеног бода.
На укупно 15 одиграних утакмица постигнуто је 117 погодака, или у просеку 7,8 голова по мечу. Све утакмице пратило је укупно 2.225 гледалаца, или у просеку 148 гледалаца по утакмици. За најефикаснијег играча турнира проглашен је нападач селекције Грузије Александар Жужунашвили са учинком од 19 индексних поена (10 голова и 9 асистенција).

### Судије
Међународна хокејашка федерација је за такмичење у овој групи делегирала укупно 11 судија, 4 главна и 7 помоћних:

| Главне судије - Жолт Чомортањи (није се појавио на турниру) - Мирослав Јарец - Рихард Магнусон - Алексеј Рошчин | Линијске судије - Данијел Бересфорд - Џонатан Бургер - Матијас Кристели - Максимилијан Гатол - Артјом Лабзов - Грегор Миклич - Марћин Полак |

### Резултати и табела
|  | Пласман на СП 2019, дивизија II, група Б       |
|  | Пласман у СП 2019, дивизија III, квалификације |

| #          | Репрезентација | Ут | П | Ппр | Ипр | И | ГД | ГП | ГР  | Бод |
| ---------- | -------------- | -- | - | --- | --- | - | -- | -- | --- | --- |
| 1. (41/50) | Грузија        | 5  | 4 | 0   | 0   | 1 | 35 | 12 | +23 | 12  |
| 2. (42/50) | Бугарска       | 5  | 3 | 1   | 0   | 1 | 28 | 10 | +18 | 11  |
| 3. (43/50) | Турска         | 5  | 3 | 0   | 1   | 1 | 22 | 14 | +8  | 10  |
| 4. (44/50) | Кинески Тајпеј | 5  | 2 | 0   | 0   | 3 | 16 | 25 | −9  | 6   |
| 5. (45/50) | Јужна Африка   | 5  | 2 | 0   | 0   | 3 | 13 | 18 | −5  | 6   |
| 6. (46/50) | Хонгконг       | 5  | 0 | 0   | 0   | 5 | 3  | 38 | −35 | 0   |

Све сатнице су по локалном времену 
| 16. април 2018. 13:00 | Грузија | 6 : 2 4:1, 1:0, 1:1 | Турска | , Кејптаун Посетилаца: 35 |

| Извор  | Извор         | Извор  | Извор | Извор                                                                  |
| ------ | ------------- | ------ | ----- | ---------------------------------------------------------------------- |
|        |               |        |       | Судије Алексеј Рошчин Линијске судије Максимилијан Гатол Артјом Лабзов |
|        |               |        |       |                                                                        |
| 12 мин | Искључења     | 20 мин |       |                                                                        |
| 57     | Шутеви на гол | 17     |       |                                                                        |

| 16.00. април 2018. 16:15 | Кинески Тајпеј | 5 : 1 0:1, 2:0, 3:0 | Хонгконг | , Кејптаун Посетилаца: 80 |

| Извор | Извор         | Извор | Извор | Извор                                                                 |
| ----- | ------------- | ----- | ----- | --------------------------------------------------------------------- |
|       |               |       |       | Судије Мирослав Јарец Линијске судије Џонатан Бургер Матијас Кристели |
|       |               |       |       |                                                                       |
| 0 мин | Искључења     | 6 мин |       |                                                                       |
| 24    | Шутеви на гол | 22    |       |                                                                       |

| 16. април 2018. 20:00 | Бугарска | 4 : 0 1:0, 2:0, 1:0 | Јужна Африка | , Кејптаун Посетилаца: 200 |

| Извор | Извор         | Извор | Извор | Извор                                                                 |
| ----- | ------------- | ----- | ----- | --------------------------------------------------------------------- |
|       |               |       |       | Судије Рихард Магнусон Линијске судије Данијел Бересфорд Марћин Полак |
|       |               |       |       |                                                                       |
| 6 мин | Искључења     | 2 мин |       |                                                                       |
| 40    | Шутеви на гол | 18    |       |                                                                       |

| 17. април 2018. 13:00 | Турска | 6 : 1 1:1, 2:0, 3:0 | Хонгконг | , Кејптаун Посетилаца: 20 |

| Извор | Извор         | Извор  | Извор | Извор                                                                   |
| ----- | ------------- | ------ | ----- | ----------------------------------------------------------------------- |
|       |               |        |       | Судије Рихард Магнусон Линијске судије Данијел Бересфорд Џонатан Бургер |
|       |               |        |       |                                                                         |
| 8 мин | Искључења     | 10 мин |       |                                                                         |
| 51    | Шутеви на гол | 13     |       |                                                                         |

| 17. април 2018. 16:15 | Бугарска | 3 : 5 2:1, 0:3, 1:1 | Грузија | , Кејптаун Посетилаца: 60 |

| Извор  | Извор         | Извор  | Извор | Извор                                                                |
| ------ | ------------- | ------ | ----- | -------------------------------------------------------------------- |
|        |               |        |       | Судије Мирослав Јарец Линијске судије Матијас Кристели Артјом Лабзов |
|        |               |        |       |                                                                      |
| 20 мин | Искључења     | 16 мин |       |                                                                      |
| 43     | Шутеви на гол | 37     |       |                                                                      |

| 17. април 2018. 20:00 | Јужна Африка | 2 : 5 0:1, 1:2, 1:2 | Кинески Тајпеј | , Кејптаун Посетилаца: 180 |

| Извор  | Извор         | Извор | Извор | Извор                                                                  |
| ------ | ------------- | ----- | ----- | ---------------------------------------------------------------------- |
|        |               |       |       | Судије Алексеј Рошчин Линијске судије Максимилијан Гатол Грегор Миклич |
|        |               |       |       |                                                                        |
| 18 мин | Искључења     | 4 мин |       |                                                                        |
| 17     | Шутеви на гол | 22    |       |                                                                        |

| 19. април 2018. 13:00 | Бугарска | 7 : 2 1:1, 4:0, 2:1 | Кинески Тајпеј | , Кејптаун Посетилаца: 30 |

| Извор | Извор         | Извор | Извор | Извор                                                              |
| ----- | ------------- | ----- | ----- | ------------------------------------------------------------------ |
|       |               |       |       | Судије Рихард Магнусон Линијске судије Џонатан Бургер Марћин Полак |
|       |               |       |       |                                                                    |
| 6 мин | Искључења     | 8 мин |       |                                                                    |
| 39    | Шутеви на гол | 19    |       |                                                                    |

| 19. април 2018. 16:15 | Грузија | 11 : 1 5:1, 3:0, 3:0 | Хонгконг | , Кејптаун Посетилаца: 40 |

| Извор  | Извор         | Извор  | Извор | Извор                                                                 |
| ------ | ------------- | ------ | ----- | --------------------------------------------------------------------- |
|        |               |        |       | Судије Алексеј Рошчин Линијске судије Данијел Бересфорд Грегор Миклич |
|        |               |        |       |                                                                       |
| 10 мин | Искључења     | 10 мин |       |                                                                       |
| 61     | Шутеви на гол | 13     |       |                                                                       |

| 19. април 2018. 20:00 | Турска | 7 : 1 1:0, 4:1, 2:0 | Јужна Африка | , Кејптаун Посетилаца: 250 |

|       |               |        |  | Судије Мирослав Јарец Линијске судије Максимилијан Гатол Артјом Лабзов |
|       |               |        |  |                                                                        |
| 6 мин | Искључења     | 12 мин |  |                                                                        |
| 34    | Шутеви на гол | 36     |  |                                                                        |

| 20. април 2018. 13:00 | Хонгконг | 0 : 10 0:3, 0:3, 0:4 | Бугарска | , Кејптаун Посетилаца: 20 |

| Извор  | Извор         | Извор  | Извор | Извор                                                                    |
| ------ | ------------- | ------ | ----- | ------------------------------------------------------------------------ |
|        |               |        |       | Судије Алексеј Рошчин Линијске судије Данијел Бересфорд матијас Кристели |
|        |               |        |       |                                                                          |
| 10 мин | Искључења     | 14 мин |       |                                                                          |
| 17     | Шутеви на гол | 51     |       |                                                                          |

| 20. април 2018. 16:15 | Кинески Тајпеј | 2 : 4 1:0, 1:1, 0:3 | Турска | , Кејптаун Посетилаца: 30 |

| Извор  | Извор         | Извор | Извор | Извор                                                             |
| ------ | ------------- | ----- | ----- | ----------------------------------------------------------------- |
|        |               |       |       | Судије Мирослав Јарец Линијске судије Џонатан Бургер марћин Полак |
|        |               |       |       |                                                                   |
| 20 мин | Искључења     | 6 мин |       |                                                                   |
| 20     | Шутеви на гол | 36    |       |                                                                   |

| 20. април 2018. 20:00 | Јужна Африка | 4 : 2 2:1, 0:1, 2:0 | Грузија | , Кејптаун Посетилаца: 700 |

| Извор  | Извор         | Извор  | Извор | Извор                                                              |
| ------ | ------------- | ------ | ----- | ------------------------------------------------------------------ |
|        |               |        |       | Судије Рихард Магнусом Линијске судије Артјом Лабзов Грегор Миклич |
|        |               |        |       |                                                                    |
| 10 мин | Искључења     | 33 мин |       |                                                                    |
| 33     | Шутеви на гол | 52     |       |                                                                    |

| 22. април 2018. 13:00 | Грузија | 11 : 2 5:1, 3:0, 3:1 | Кинески Тајпеј | , Кејптаун Посетилаца: 100 |

| Извор  | Извор         | Извор  | Извор | Извор                                                                  |
| ------ | ------------- | ------ | ----- | ---------------------------------------------------------------------- |
|        |               |        |       | Судије Алексеј Рошчин Линијске судије Максимилијан Гатол Артјом Лабзов |
|        |               |        |       |                                                                        |
| 33 мин | Искључења     | 10 мин |       |                                                                        |
| 56     | Шутеви на гол | 17     |       |                                                                        |

| 22. април 2018. 16:15 | Турска | 3 : 4 (про) 2:2, 1:0, 0:1, 0:1 | Бугарска | , Кејптаун Посетилаца: 80 |

| Извор  | Извор         | Извор | Извор | Извор                                                                |
| ------ | ------------- | ----- | ----- | -------------------------------------------------------------------- |
|        |               |       |       | Судије Мирослав Јарец Линијске судије Данијел Бересфорд Марћин Полак |
|        |               |       |       |                                                                      |
| 12 мин | Искључења     | 2 мин |       |                                                                      |
| 34     | Шутеви на гол | 38    |       |                                                                      |

| 22. април 2018. 20:00 | Хонгконг | 0 : 6 0:0, 0:4, 0:2 | Јужна Африка | , Кејптаун Посетилаца: 400 |

| Извор | Извор         | Извор | Извор | Извор                                                                 |
| ----- | ------------- | ----- | ----- | --------------------------------------------------------------------- |
|       |               |       |       | Судије Рихард Магнусон Линијске судије Матијас Кристели Грегор Миклич |
|       |               |       |       |                                                                       |
| 8 мин | Искључења     | 4 мин |       |                                                                       |
| 20    | Шутеви на гол | 60    |       |                                                                       |

## Квалификациони турнир за трећу дивизију 2019.
Квалификациони турнир треће дивизије на светском шампионату 2018. играо се од 25. до 28. фебруара у Сарајеву у Босни и Херцеговини. Све утакмице су се играле на леду ледене дворане Зетра капацитета 12.000 места. На турниру су учествовале 4 екипе, играло се по лигашком систему у три кола, а победник турнира обезбедио је наступ на првенству треће дивизије за 2019. годину. На овом турниру учествовале су и репрезентације Туркменистана и Кувајта којима је то уједно био и дебитантски наступ на светским првенствима.
Прво место и директан пласман на светско првенство треће дивизије за наредну годину оствојила је селекција Туркменистана која је остварила три убедљиве победе.

### Резултати и табела
|  | Пласман на СП 2019, дивизија III |

| #          | Репрезентација      | Ут | П | Ппр | Ипр | И | ГД | ГП | ГР  | Бод |
| ---------- | ------------------- | -- | - | --- | --- | - | -- | -- | --- | --- |
| 1. (47/50) | Туркменистан        | 3  | 3 | 0   | 0   | 0 | 41 | 5  | +36 | 9   |
| 2. (48/50) | Босна и Херцеговина | 3  | 2 | 0   | 0   | 1 | 17 | 15 | +2  | 6   |
| 3. (49/50) | УАЕ                 | 3  | 1 | 0   | 0   | 2 | 5  | 12 | −7  | 3   |
| 4. (50/50) | Кувајт              | 3  | 0 | 0   | 0   | 3 | 5  | 36 | −31 | 0   |

| 25. фебруар 2018. 16:00 | Туркменистан | 4 : 0 0;0, 1:0, 3:0 | УАЕ | Зетра, Сарајево Посетилаца: 100 |

| Извор | Извор         | Извор  | Извор | Извор |
| ----- | ------------- | ------ | ----- | ----- |
|       |               |        |       |       |
|       |               |        |       |       |
| 8 мин | Искључења     | 12 мин |       |       |
| 43    | Шутеви на гол | 10     |       |       |

| 25. фебруар 2018. 20:00 | Кувајт | 1 : 8 0:2, 0:3, 1:3 | Босна и Херцеговина | Зетра, Сарајево Посетилаца: 1.100 |

| Извор  | Извор         | Извор  | Извор | Извор |
| ------ | ------------- | ------ | ----- | ----- |
|        |               |        |       |       |
|        |               |        |       |       |
| 45 мин | Искључења     | 14 мин |       |       |
| 16     | Шутеви на гол | 41     |       |       |

| 26. фебруар 2018. 16:00 | Кувајт | 2 : 24 0:8, 0:7, 2:9 | Туркменистан | Зетра, Сарајево Посетилаца: 110 |

| Извор  | Извор         | Извор  | Извор | Извор |
| ------ | ------------- | ------ | ----- | ----- |
|        |               |        |       |       |
|        |               |        |       |       |
| 16 мин | Искључења     | 27 мин |       |       |
| 11     | Шутеви на гол | 67     |       |       |

| 26. фебруар 2018. 20:00 | УАЕ | 1 : 6 0:1, 1:2, 0:3 | Босна и Херцеговина | Зетра, Сарајево Посетилаца: 600 |

| Извор  | Извор         | Извор  | Извор | Извор |
| ------ | ------------- | ------ | ----- | ----- |
|        |               |        |       |       |
|        |               |        |       |       |
| 22 мин | Искључења     | 34 мин |       |       |
| 27     | Шутеви на гол | 42     |       |       |

| 28. фебруар 2018. 09:00 | УАЕ | 4 : 2 1:1, 1:0, 2:1 | Кувајт | Зетра, Сарајево Посетилаца: 110 |

| Извор | Извор         | Извор  | Извор | Извор |
| ----- | ------------- | ------ | ----- | ----- |
|       |               |        |       |       |
|       |               |        |       |       |
| 4 мин | Искључења     | 12 мин |       |       |
| 20    | Шутеви на гол | 22     |       |       |

| 28. фебруар 2018. 12:30 | Босна и Херцеговина | 3 : 13 3:1, 0:5, 0:7 | Туркменистан | Зетра, Сарајево Посетилаца: 1.000 |

| Извор  | Извор         | Извор  | Извор | Извор |
| ------ | ------------- | ------ | ----- | ----- |
|        |               |        |       |       |
|        |               |        |       |       |
| 44 мин | Искључења     | 18 мин |       |       |
| 16     | Шутеви на гол | 66     |       |       |

Напомена: Сатница свих утакмица је по локалном времену UTC+1.